# Додж-Сентер (город, Миннесота)
Додж-Сентер (англ. Dodge Center) — город в округе Додж, штат Миннесота, США. На площади 4,9 км² (4,9 км² — суша, водоёмов нет), согласно переписи 2002 года, проживают 2226 человек. Плотность населения составляет 453,2 чел./км².
- Телефонный код города — 507
- Почтовый индекс — 55927
- FIPS-код города — 27-15994[1]
- GNIS-идентификатор — 0642860[2]